# Чхве Ин Хі
Чхве Ин Хі (кор. 최은희; 1926-2018) — південнокорейська акторка та режисерка. Відома тим, що у 1978 році її викрали разом з чоловіком Сіном Сан Оком північнокорейські спецслужби.

## Біографія
Чхве Ин Хі народилася у 1926 році. Кар'єру в кінематографі вона почала в 1947 році. З чоловіком Сін Сан Окои вони заснували компанію «Shin Film».
Наприкінці 1970-х пара розлучилася, а кар'єра Чхве Ин Хі пішла на спад. У цей час вона познайомилася з чоловіком, який представився бізнесменом з Гонконгу. У книжці «Режисура Кім Чен Іра» Пола Фішера розповідається, що акторку переконали знятися в кількох фільмах в цьому місті, яким тоді керувала британська адміністрація. Після прибуття до Гонконгу її схопила та приспала група чоловіків. Через 8 днів вона опинилася на розкішній віллі в столиці КНДР Пхеньяні, яку ретельно охороняли. Колишній чоловік акторки Сін Сан Ок вирушив на її пошуки в Гонконг. Його теж викрали.
Син лідера КНДР Кім Чен Ір, який пізніше, 1994 року успадкував країну від батька, був великим кіноманом. Він сподівався, що участь південнокорейських кінозірок зробить кіноіндустрію КНДР конкурентоздатною у світі. У КНДР вони перебували під постійною охороною. Північнокорейське керівництво змушувало їх знімати кіно, розраховуючи таким чином розвинути кінематограф Північної Кореї. У 1985 році їхній фільм виграв міжнародну кінопремію. На Московському кінофестивалі нагороду отримала їхня стрічка «Сіль».
Парі вдалося втертися у довіру до майбутнього провідника КНДР. Лише після 8 років перебування в неволі, у 1986, парі вдалося втекти. Чхве Ин Хі і Сін Сан Оку дозволили представити їх стрічку «Пульгасарі» (адаптація Годзілли) у Відні. Під час поїздки парі вдалося втекти від охорони і сховатися в американському посольстві. Їх вивезли в США через побоювання розправи в разі повернення на батьківщину. Кім Чен Ір призначив нагороду за їхні голови. До Південної Кореї вони повернулися тільки у 1999 році.
Історія зіркової пари викликала інтерес в усьому світі. У 2016 році відбулася прем'єра фільму «Закохані та деспот», присвяченого долі Чхве Ин Хі та Сін Сан Ока.
Чхве Ин Хі померла 16 квітня 2018 року у Сеулі від захворювання нирок.